# André Dallaire
André Dallaire, né à Longueuil, Québec au Canada est l'homme qui a tenté d'assassiner le Premier ministre canadien Jean Chrétien le 5 novembre 1995.
Dallaire a affirmé qu'il avait entendu des voix qui l'ont amené à pénétrer dans la résidence du 24, promenade Sussex. Au procès, le juge Paul Bélanger déclara partager les conclusions du diagnostic psychiatrique, et Dallaire fut trouvé coupable de tentative de meurtre, mais pas pénalement responsable.

## Éléments biographiques
Diagnostiqué comme schizophrène paranoïaque à seize ans, Dallaire avait quitté son emploi dans un dépanneur à Montréal, le 25 octobre 1995, prenant tout l'argent de la caisse enregistreuse. Le 30 octobre, sa sœur dit avoir reçu une lettre de lui qui avait été estampillée de la poste d'Ottawa.

## Les événements
À 2h10 dans la nuit du 5 novembre, Dallaire se présenta au 24, promenade Sussex à Ottawa et passa les vingt minutes suivantes à jeter des pierres pour agiter les caméras de sécurité. Il était armé d'un couteau pliant avec une lame d'une dizaine de centimètres de longueur.
Il escalada ensuite la clôture, brisa une vitre et pénétra dans la maison du premier ministre Jean Chrétien, où il erra autour du sol et rez-de-chaussée pendant 30 minutes avant de se diriger vers la chambre où Dallaire fut confronté à Aline Chrétien, la femme du premier ministre.
Madame Chrétien s'empressa de rentrer dans la chambre, verrouilla la porte et tenta de réveiller son mari. Chrétien rejetant son histoire prétextant un rêve, elle appela les agents de la GRC en poste en dehors de la maison. Les histoires divergent à savoir si ce fut Jean ou Aline Chrétien qui brandissait une sculpture inuit d'un huard en pierre à savon pour se défendre. Dallaire n'a pas essayé d'enfoncer la porte, et a attendu l'arrivée de la police.
Il fallut sept minutes à la police (GRC) pour répondre à l'appel de madame Chrétien qu'un intrus essayait de tuer le Premier ministre, d'une part parce que le premier officier à répondre avait oublié sa clé de la résidence, d'autre part parce que les agents décidèrent d'encercler la maison pour empêcher la fuite, avant d'entrer pour assurer la sécurité du Premier ministre. Les délais furent d'autant plus long que l'officier qui répondit à l'appel appela d'abord son superviseur, à proximité de Rideau Hall, pour demander ce qu'il devait faire.

## Le procès
Dallaire a été détenu dans un foyer de groupe pour la durée du procès, défendu par l'avocat John Hale. Le témoin expert Dominique Bourget, psychiatre à l'hôpital Royal Ottawa, affirme que Dallaire a témoigné qu'il se considérait comme un « agent secret » pour venger les souverainistes du Québec qui avaient perdu le référendum de 1995.
Il a été formellement accusé de tentative de meurtre, d'introduction par effraction, de possession d'arme et d'être illégalement entré dans un logement. Le procès a également révélé les images de l'introduction par effraction de Dallaire prises par les caméras de sécurité, que les agents de la GRC auraient dû voir. En fin de compte, quatre policiers ont été suspendus pendant plusieurs mois, tandis que trois superviseurs ont été réaffectés.

## Réactions
En 1998 Dallaire parle avec les médias, s'excusant pour son comportement de l'époque, assurant qu'il était médicamenté pour contrôler ses accès de colère, et qu'il espérait que la famille Chrétien était capable de pardonner ses actes. Dallaire habite à moins de deux kilomètres du 24, promenade Sussex.
Toujours en 1998, un homme ivre a été retrouvé sur le terrain de la résidence du Premier ministre, soulevant des questions sur la mise à jour de sécurité effectuée depuis l'intrusion de Dallaire.